# Alexander Lysjakow

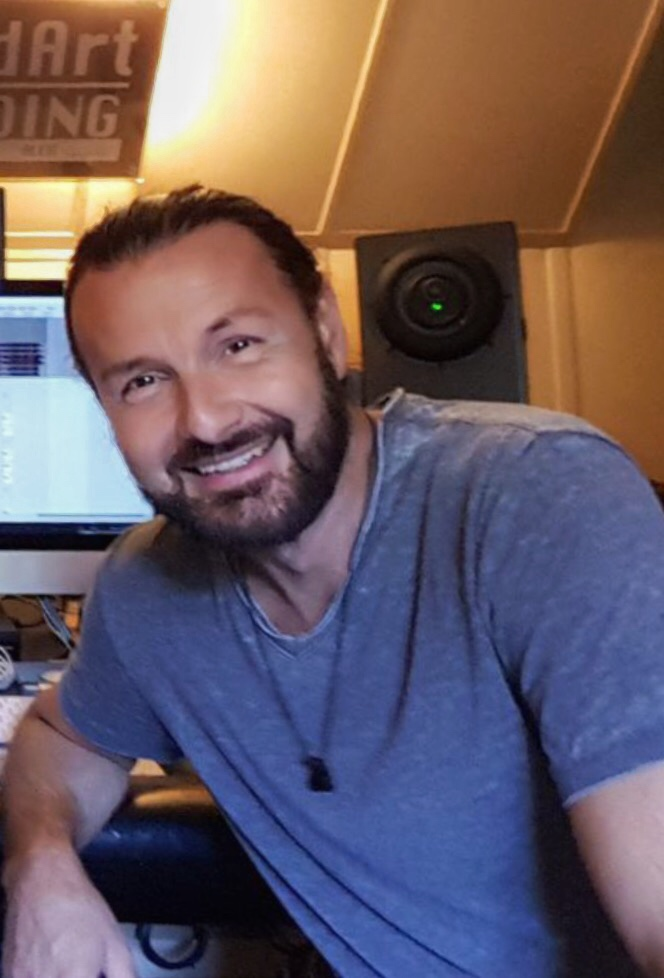
Alexander Lysjakow

Alexander Lysjakow, auch Lysiakow (* 26. Juni 1975 in Treuenbrietzen), ist ein deutscher Musikproduzent, Mixengineer, Texter, Bassist (Down Below; Pseudonym „Convex“) und Gitarrist (Cryptic Carnage). Seit dem Jahr 2006 ist er für die Deutschrock-Band Frei.Wild aus Südtirol tätig.

## Leben
Lysjakow begann als 16-Jähriger in seiner damaligen Band mit dem Erstellen erster Demo- und CD-Aufnahmen und absolvierte im Jahr 1998 seine Ausbildung als Diplom-Audio Engineer an der SAE in Berlin.
2001 eröffnete er in Dessau-Roßlau sein Tonstudio „Soundart-Recording“. Ab 2003 spielte er als Gründungsmitglied in der Dark-Rock-Band Down Below als Bassist, in der er ab dem Album Zur Sonne, zur Freiheit die Aufnahme, den Mix und das Mastering übernahm. Schon zuvor hatte er Gitarre bei der Roßlauer Dark-Metal-Band Cryptic Carnage gespielt.
Zusammen mit Henning Verlage und Vincent Sorg produzierte Lysjakow 2006 für Down Below Sinfonie 23. 2008 erreichte er mit seiner Band Down Below den 3. Platz beim Bundesvision Song Contest 2008 zusammen mit der Gregor Seyffert Company. Mit Down Below erzielte er erste Charterfolge mit Sand in meiner Hand . Es folgten Festivals (Rock am Ring und Rock im Park, Touren u. a. mit Type O Negative, Unheilig und Project Pitchfork) und mit dem Album Mitten ins Herz die erste Produktion für die Band Frei.Wild (zunächst Mixdown und Master des Albums). Für Frei.wild produzierte er in den folgenden Jahren zahlreiche weitere Alben und DVDs.
2010 begann er mit Produktionen für das neu gegründete Label „Rookies & Kings“ unter anderem für Hämatom, Unantastbar, Wilde Jungs, Spitfire und BRDigung. Daneben war Lysjakow auch als Live-Soundingenieur mit Frei.Wild unterwegs auf Festivals wie Wacken Open Air, With Full Force, Summer Breeze, WM 2010-Fanmeile Berlin.
Weitere Künstler, für die Lysjakow produzierte waren Norbert Rier von den Kastelruther Spatzen, Martin Kesici, Alexander Wesselsky von Eisbrecher, Ferdy Doernberg, Freddy Pfister von den Schürzenjägern, Delroy Rennalls von Mr. President, Wilde Jungs und Matt Gonzo Röhr (Böhse Onkelz).
Anlässlich des 800. Geburtstages der Stadt Roßlau produzierte er 2017 eine spezielle Stadthymne mit (Annemarie Eilfeld, Spielberg und Down Below)
Die Frei.Wild Alben Gegengift, Feinde deiner Feinde und Opposition wurden im Jahr 2018 mit Platin ausgezeichnet.

## Produktionen (Auswahl)
- 2006 Mitten ins Herz für Frei.Wild
- 2008 Gegen alles, gegen nichts für Frei.Wild
- 2010 Gegengift für Frei.Wild
- 2009 Hart am Wind für Frei.Wild
- 2012 Wilde Flamme, Charity-Projekt
- 2012 Feinde deiner Feinde für Frei.Wild[6][7][8]
- 2013 Es geht vorbei für Annemarie Eilfeld[9]
- 2014 Still für Frei.Wild[10]
- 2014 Schlager Unser für Guildo Horn
- 2014 Hotel Suicide für Rabia Sorda[11]
- 2014 Freundschaft (EP) für Ost+Front
- 2015 Opposition für Frei.Wild
- 2016 Hand aufs Herz für  Unantastbar[12]
- 2016 Hier ist ein Mensch (Single) für Guildo Horn
- 2016 Live in Hamburg & Berlin (DVD) für Frei.Wild
- 2016 Mo[nu]ment für Goitzsche Front
- 2017 15 Jahre Deutschrock & Skandale (DVD) für Frei.Wild
- 2017 Live ins Herz (DVD) für Unantastbar
- 2017 Neue Deutsche Herrlichkeit für Herren[13]
- 2017 Weihnachten mit Guildo für Guildo Horn & Die orthopädischen Strümpfe[14]
- 2017 Keinzeitmensch für Hämatom[15]
- 2018 Leben, Lieben, Leiden für Unantastbar[16]
- 2018 Deines Glückes Schmied für Goitzsche Front[17][18]
- 2018 Rivalen und Rebellen für Frei.Wild[19][20]
- 2018 Hier.Heute.Jetzt für Rockwasser[21]
- 2018 Live+More für Frei.wild[22]
- 2019 Unsere Lieblingslieder (Coveralbum mit Liedern von Frei.Wild)
- 2021 20 Jahre – Wir schaffen Deutsch.Land für Frei.Wild

## Belege
1. ↑  Alexander Lysjakow. Eintrag in der Encyclopaedia „Metallum“; Stand 14. Februar 2017.
2. ↑  Bert: Down Below bei TV Total + Bundesvision Song Contest  | News | Nachrichten. Ehemals im Original (nicht mehr online verfügbar); abgerufen am 3. November 2017. (Seite nicht mehr abrufbar. Suche in Webarchiven)  Info: Der Link wurde automatisch als defekt markiert. Bitte prüfe den Link gemäß Anleitung und entferne dann diesen Hinweis.
3. ↑  Gregor Seyffert & Compagnie. Archiviert vom Original am 7. November 2017; abgerufen am 3. November 2017 (deutsch).
4. ↑  History - Rock am Ring 2018. Abgerufen am 3. November 2017.
5. ↑  Silvia Bürkmann: Roßlau 800: Down Below, Annemarie Eilfeld und andere nehmen Hymne auf. In: Mitteldeutsche Zeitung. (mz-web.de [abgerufen am 3. November 2017]).
6. ↑  Frei.Wild Besuch in Brixen: Zwischen Studio und Bergidylle. In: Musik und Lifestyle-Magazin - Pressure Magazine. 4. Oktober 2012 (pressure-magazine.de [abgerufen am 3. November 2017]). Frei.Wild Besuch in Brixen: Zwischen Studio und Bergidylle (Memento vom 7. November 2017 im Internet Archive)
7. ↑  Feinde Deiner Feinde. 5. Oktober 2012, abgerufen am 3. November 2017.
8. ↑   Echo Nominierung für „Feinde deiner Feinde“ bei pressure-magazine.de
9. ↑  Heidi Thiemann: Musikszene: Annemarie nimmt Song von Pink auf. In: Mitteldeutsche Zeitung. (mz-web.de [abgerufen am 3. November 2017]).
10. ↑  Exklusiv: Frei.Wild im Goldrausch – Interview. Abgerufen am 3. November 2017.
11. ↑  Rabia Sorda - Hotel Suicide. Abgerufen am 3. November 2017.
12. ↑  Unantastbar United e. V. Archiviert vom Original am 7. November 2017; abgerufen am 3. November 2017.
13. ↑  Neue Deutsche Welle-Star Hubert Kah ist der neue Sänger der Dessauer Band Herren. Archiviert vom Original (nicht mehr online verfügbar) am 7. November 2017; abgerufen am 3. November 2017.  Info: Der Archivlink wurde automatisch eingesetzt und noch nicht geprüft. Bitte prüfe Original- und Archivlink gemäß Anleitung und entferne dann diesen Hinweis.
14. ↑  Guildo Horns neues Albumcover - Kommt Ihnen dieses Motiv bekannt vor? In: bild.de. (bild.de [abgerufen am 10. November 2017]).
15. ↑  Sven Leonhardt: Biografie. Abgerufen am 3. November 2017 (deutsch).
16. ↑  Unantastbar. Abgerufen am 3. November 2017.
17. ↑  Steffen Könau: Frei.Wild vor Konzert in Bitterfeld: Ausnahmezustand auf Einladung der Goitzsche Front. In: Mitteldeutsche Zeitung. (mz-web.de [abgerufen am 14. Februar 2018]).
18. ↑  Goitzsche Front auch in den Charts an vorderster Front - Offizielle Deutsche Charts. Abgerufen am 23. Februar 2018 (deutsch).
19. ↑  Offizielle Deutsche Charts - Offizielle Deutsche Charts. Abgerufen am 24. März 2018 (deutsch).
20. ↑  Offizielle Deutsche Charts - Offizielle Deutsche Charts. Abgerufen am 4. April 2018 (deutsch).
21. ↑  Offizielle Deutsche Charts - Offizielle Deutsche Charts. Abgerufen am 8. Juni 2021.
22. ↑  Offizielle Deutsche Charts - Offizielle Deutsche Charts. Abgerufen am 4. Februar 2019.

| Personendaten    | Personendaten                                                        |
| ---------------- | -------------------------------------------------------------------- |
| NAME             | Lysjakow, Alexander                                                  |
| ALTERNATIVNAMEN  | Lysiakow, Alexander; Lysjakow, Alex (Kosename); Convex (Pseudonym)   |
| KURZBESCHREIBUNG | deutscher Musikproduzent, Mixengineer, Texter, Bassist und Gitarrist |
| GEBURTSDATUM     | 26. Juni 1975                                                        |
| GEBURTSORT       | Treuenbrietzen                                                       |